# Амвросій (Юшкевич)

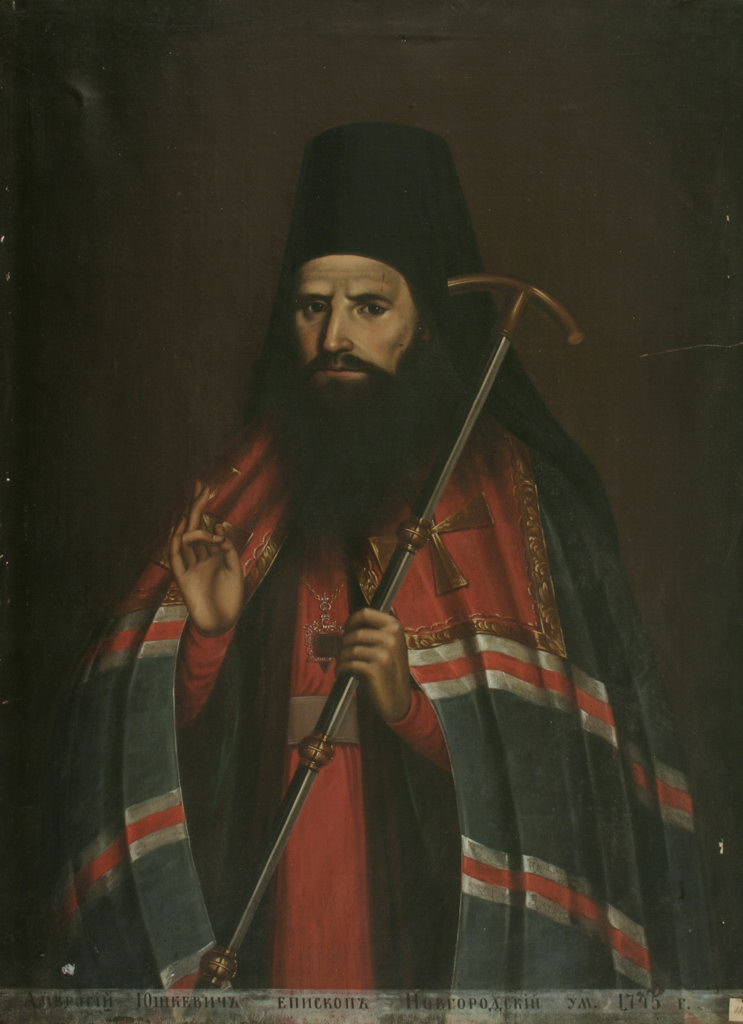
Юшкевич Амвросій

Амвросій Юшкевич (1690–1745) — православний церковний діяч доби Гетьманщини. Полеміст, викладач Києво-Могилянської Академії. Єпископ Вологодський безпатріаршої РПЦ.

## Біографія
Ігумен Вільнюського Святодухового монастиря, автор протикатолицького полемічного твору «Основательное показание разностей между греческою и римскою папскою церквою» (в рукописі).
З 1736 єпископ Вологодський, з 1740 архієпископ Новгородський, прихильник реґентші Анни, «первоприсутствуючий» Святійшого Синоду, разом з Арсеніем Мацієвичем безуспішно домагався скасування уряду обер-прокурора.
Був прихильником автономії Церкви в державі, клопотався за повернення засланих православних єпископів (зокрема Т. Лопатинського); після вступлення на престол Російської імперії Єлизавета, звинувачений у змові, покаявся перед царицею, подавши подробиці плану змови проти неї, і був помилуваний.